# Талалаев, Евгений Васильевич
Евгений Васильевич Талалаев (1902 год, Киренск — 11 марта 1980 года, Иркутск) — советский микробиолог, доктор биологических наук, профессор. Один из ведущих микробиологов СССР.
Родился в 1902 году в Иркутской губернии в семье ссыльного. В 1911 году, после окончания ссылки отца семья переехал в Санкт-Петербург, далее после нескольких переездов обосновалась в Ростове-на-Дону.
После окончания школы поступил в Ростовский государственный университет, который окончил в 1932 году. По окончании вуза устроился на работу в Северо-Кавказскую опытную станцию, где изучал вопросы зимостойкости зерновых культур.
Исследования учёного привлекли внимание Всесоюзного института растениеводства, куда он был приглашён на работу. В с 1933 по 1937 годы работал в этом институте, занимался исследованиями зимостойкости и засухоустойчивости культурных растений, основав для этого отдельную лабораторию. Разработал схему изучения корневых систем зерновых растений, которая стала общепринятой в  СССР.
В 1937 году после присвоения степени кандидата наук, переехал в Иркутск, где организовал и возглавил кафедру физиологии растений и микробиологии в Иркутском сельскохозяйственном институте. В 1939 году перешёл на работу в Иркутский государственный университет, где создал аналогичную кафедру и её возглавил.
После переезда в Сибирь изменяется вектор исследований учёного, привязанный к местным потребностям сельского хозяйства. Он занимается исследованиями почвенной микробиологии и физиологии микроорганизмов.
Во время Великой Отечественной войны усилия учёного были сосредоточены на исследованиях вопросов выявления дополнительных ресурсов питания в Сибирском регионе.
В 1953 году выявил почвенную высоковирулентную бактерию, на основе которой был изготовлен препарат — дендробациллин, для бактериологической борьбы с сибирским шелкопрядом. После испытаний, начиная с 1957 года этот препарат широко использовался на территории РСФСР и ряда республик СССР, им обрабатывались лесные массивы, также он использовался в сельском хозяйстве при выращивании хлопка и в обработке виноградников.
За разработку дендробациллина учёному была присвоена степень доктора наук и профессора.
Является автором большого количества научных работ, награждён двумя орденами Трудового Красного Знамени.
Скончался в 1980 году в Иркутске.

## Труды
- Бактериологический метод борьбы с сибирским шелкопрядом и вопросы, связанные с внедрением его в производство. Иркутск, 1960.
- О биотической активности почв. Иркутск, 1948 (в соавт.).
- Отечественный препарат дендробациллин: Обзор. М., 1971 (в соавт.).
- Очерки по разработке микробиологического метода борьбы с сибирским шелкопрядом. Иркутск, 1991.